# ママはニューハーフ
『ママはニューハーフ』は、テレビ東京系列で2009年4月6日から2009年6月26日まで放送された昼のテレビドラマである。全60回。テレビ東京の放送時間は、月曜日から金曜日までの13:00 - 13:30。テレビ東京系列（TXN）と一部の系列外の局でも放送された（後述）。

## 概要
主演の金子昇はこの作品で初めてニューハーフ役に挑戦した。また、『Lドラ』初のオリジナル脚本作品であった。
3作目となるこの作品から
- 放送尺の短縮（36分→30分）
- 放送時間の移動。これによってテレビ東京（関東地区）とそのほかの系列局で放送時間が異なった。さらに系列局は先行放映となっていた。
- 他系列の放送局への番組販売。

が実施された。
テレビ東京は制作費削減のため、Lドラ枠において2009年秋改編では新作を見送り、その代わり「サギ師リリ子」の再放送を行ったが、2010年冬改編においても引き続き同じ方針であったため、2010年1月6日から4月2日まで本作品の再放送を実施、この再放送終了と同時にLドラ枠も廃止となった。

## あらすじ
一流企業に勤める大熊岩太郎の夜の顔はニューハーフバー№1のルナ。そんな岩太郎の元に以前の恋人の息子・清人という5歳の男の子がやってくる。

## キャスト

### 岩太郎のマンションの人物
大熊岩太郎 / ルナ - 金子昇
ニューハーフパブ「シャレード」の№1ホステス。昔の恋人に子供を押し付けられる。5年前まで商社の普通のサラリーマンをしていた。
三沢知世 - 原千晶
父が院長をしていたニコニコ医院の現院長。千香の母。岩太郎の隣の部屋に越してきた離婚母子家庭の小児科医。夫の浮気が原因で離婚。何かと岩太郎と衝突する。岩太郎をホストだと思い込んでいた。
中江ひな子 - 安倍麻美
ニコニコ医院勤務、知世の助手をしている。
原田節子 - うつみ宮土理
岩太郎と知世の住むマンション管理人。世話好き、掃除好き、イケメン大好き。独身。未だ、岩太郎がサラリーマンをしていると思い込んでいる。岩太郎の部屋の合い鍵を欲しがっている。
清人（田島清人） - 巨勢竜也
真弓の息子。突然岩太郎に預けられる。
三沢千香 - 大村らら
知世の娘。あおぞら保育園に通う。

### 岩太郎の関連人物
戸部富美子 - 原久美子
岩太郎の姉。お花の師匠をしている。岩太郎がニューハーフであることを知っている。3人の子持ち。
大熊染 - 高林由紀子
岩太郎の母。鹿児島の名家の出身。岩太郎がニューハーフであることを知らず、お見合い話のためにしばしば上京する。
田島真弓 - 松尾れい子
岩太郎の元恋人、清人の未婚の母。岩太郎の前に現われ、清人を押し付ける。男性関係が奔放なダンサー。岩太郎がニューハーフであることを探り当てる。

### ニューハーフパプ『シャレード』の人たち
栞 - 嶋大輔
店のママ。母性的な性格で占いが得意。
フーミン - 深沢敦
巨漢のホステス、「デブ」と言われるとすぐに泣く。
うらら - DAIZO
元ヤン。外国人との結婚願望がある。酔っ払うとヤンキーの地が出てしまう。
セリナ - 高山のえみ
店のNo2。No1のルナにライバル心を燃やす。整形に2000万円をかけている。給料をカットされてシャレードを去った。
翼 - 永田良輔
ルナを慕う。クールな一面がある。
ボーイ - 岡田一博
坊主頭であだ名は「じゃがいも」。店に人手が足りない時は女装させられる。

### あおぞら保育園の人たち
辻沢弥生 - 小川奈那
あおぞら保育園の保育士、岩太郎のことが好き。性格は天然。
谷崎源一 - 綾田俊樹
あおぞら保育園園長。
宇田川はる江 - 久保田磨希
あおいの母。弁当屋勤務、ダイエット情報に目がない、おでぶキャラ。
一之瀬陽子 - 氏家恵
カケルの母。保険外交員、夫は銀行員。カケルだけが生きがいで理想が高く、時折ヒステリックになり泣き出す。
酒井悦子 - 菅原禄弥
ダイキの母。女性誌編集者、夫は海外赴任中。男性に対して積極的な性格。お色気キャラ。
船堀やすし - 金子裕
クルミの父。サラリーマンだが妻のほうが収入が良いので頭が上がらない。家事やクルミの世話が好き。
宇田川あおい - 佐藤朱音
はる江の娘。
一之瀬カケル - 三井涼雲
陽子の息子。
酒井ダイキ - 石田竜輝
悦子の息子。
船堀クルミ - 小西風優
やすしの娘。

### その他
若い女 - 森下千里(第1話)
岩太郎の見合い相手。化粧の下手さを岩太郎に指摘されて怒った。
飛鳥翔 - 松田賢二(第14話他)
シャレードにときどき来店する大スター。
中村修 - 岩永洋昭(第23話～27話)
岩太郎の友人。自分の事業を共にしないかと岩太郎を誘う。
沼田洋一 - 春田純一(第23話～27話)
清人を自らの子供と主張した男性で岩太郎に嫌がらせを仕掛けた。実際は実の父親でないことがわかり、岩太郎や清人の元を去った。
牛島吾郎 - 藤重政孝(第27話～30話)
知世の元夫。浮気が原因で離婚してアメリカで役者修業をしたものの叶わず日本に帰って来た。暫くは不審者の様に知世や千香の姿を見ていた。清人も懐き慕っている。
中園エリコ / プリン - 多岐川華子(第30話～第35話)
正真正銘の女性で本来はキャバクラ嬢だが、キャバクラの仕事に反対する父親から逃げて家出。ニューハーフと偽りシャレードに入り、働き始める。また、岩太郎（ルナ）の家に居候する。
中園恭平 - 針原滋(第30話～第35話)
エリコ（プリン）の父親。横浜で中華料理屋を営んでいる。妻に早く死なれ、男手ひとつでエリコを育ててきた。家出したエリコを探している最中、置き引きに合いかけたところを岩太郎に助けられる。
金山敬介 - 石井英明(第36話～第40話)
お受験の神様と呼ばれている幼児教育研究家。岩太郎に清人の裏口入学を勧める。最終的に、裏口入学の斡旋容疑で逮捕される。
田中秀直 - 水谷百輔(第41話～)
岩太郎の後輩で、熊兄と秀坊呼ぶ間柄。あおぞら保育園で2週間の保育士見習いにやって来る。幼稚園の保護者の間で若くてイケメンと評判のため弥生先生との間を誤解され噂され、岩太郎や知世までも二人をくっつけようとするが、本人の本命は知世だった。
加賀美 - 太川陽介
「シャレード」に通い栞ママに近づき、金を騙し取り、「シャレード」までも奪った。しかし、最後は改心。
みゆきママ - 前田健
栞ママの後任として「シャレード」に来た雇われママ。

## 主題歌
- 森大輔 『DIAMOND』（ワーナーミュージック・ジャパン）

## スタッフ
- 脚本 - かないかん（金井寛）
- 音楽 - 白石めぐみ
- 選曲 - 赤座聡子（SPOT）
- 技術協力 - ジェニック、ブル
- 照明協力 - ロケット
- 編集・MA - バウムレーベン
- 美術協力 - ケイエッチケイアート、山崎美術
- 音楽協力 - テレビ東京ミュージック、オスカープロモーション
- 制作スタジオ - TMC砧スタジオ
- プロデューサー - 川村庄子（テレビ東京）、阿部真士（テレビ東京、第38話からプロデュース）、塙太志（大映テレビ）
- チーフプロデューサー - 橋本かおり（テレビ東京）
- 演出 - 加門幾生、浅見真史、七高剛
- 製作 - テレビ東京、大映テレビ

## ネット局・放送時間・期間
下表の情報は本放送時のもの
| 放送対象地域  | 放送局         | 系列                          | 放送時間                                    | 放送期間                | 備考       |
| ------------- | -------------- | ----------------------------- | ------------------------------------------- | ----------------------- | ---------- |
| 関東広域圏    | テレビ東京     | テレビ東京系列                | 月-金 13:00-13:30                           | 2009年04月06日-06月26日 | 番組制作局 |
| 北海道        | テレビ北海道   | テレビ東京系列                | 月-金 12:00-12:30                           | 2009年04月06日-06月26日 |            |
| 愛知県        | テレビ愛知     | テレビ東京系列                | 月-金 12:00-12:30                           | 2009年04月06日-06月26日 |            |
| 大阪府        | テレビ大阪     | テレビ東京系列                | 月-金 12:00-12:30                           | 2009年04月06日-06月26日 |            |
| 岡山県 香川県 | テレビせとうち | テレビ東京系列                | 月-金 12:00-12:30                           | 2009年04月06日-06月26日 |            |
| 福岡県        | TVQ九州放送    | テレビ東京系列                | 月-金 12:00-12:30                           | 2009年04月06日-06月26日 |            |
| 静岡県        | 静岡第一テレビ | 日本テレビ系列                | 火-金 09:30-10:00                           | 2009年4月14日-7月30日   |            |
| 山梨県        | テレビ山梨     | TBS系列                       | 月-金 16:25-16:55 （10月以降は16:30-17:00） | 2009年07月01日-10月15日 |            |
| 熊本県        | 熊本朝日放送   | テレビ朝日系列                | 月-金 10:55-11:25                           | 2009年08月25日-         |            |
| 宮城県        | ミヤギテレビ   | 日本テレビ系列                | 月-木 10:25-10:55                           | 2010年10月26日-         | [ 4 ]      |
| 全国          | BSジャパン     | テレビ東京系列 BSデジタル放送 | 月-金 09:30-10:00                           | 2012年6月25日-09月14日  |            |